# Kvitka Cisyk
Kvitka Cisyk (ukr. Квітослава-Орися Цісик, ang. Kasey Cisyk; ur. 4 kwietnia 1953 w Queens w Nowym Jorku, zm. 29 marca 1998 na Manhattanie) – amerykańska piosenkarka pochodzenia ukraińskiego.
Córka skrzypka Wołodymyra Cisyka.

## Albumy
- „Songs of Ukraine”, 1980
- „Two Colors”, 1989

## Nagrody i wyróżnienia
- Wykonywany przez nią utwór „You Light Up My Life” (muz. i sł. Joseph Brooks) w filmie o tym samym tytule został nagrodzony Oscarem w kategorii Najlepsza piosenka oryginalna za rok 1977[1] oraz otrzymał Złoty Glob za najlepszą piosenkę w 1977.